# Acanmul
Acanmul es un sitio arqueológico situado a 25 km noreste de la ciudad de San Francisco de Campeche y pertenece a la Junta Municipal de Hampolol. Es un antiguo asentamiento maya aún en estudio. El primer investigador fue H.E. D. Pollock en 1936.

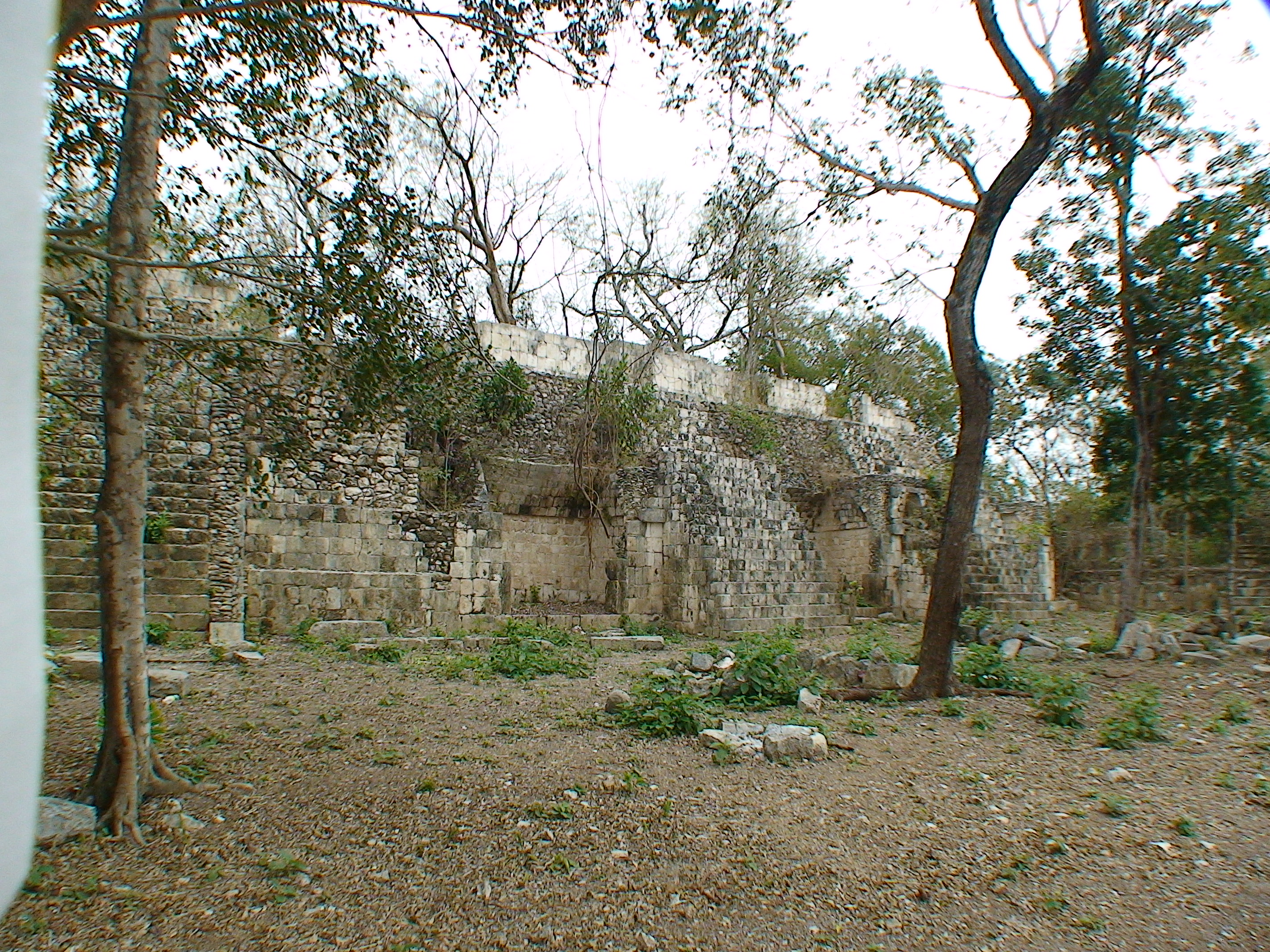
El Palacio

Hasta ahora se sabe que cuenta con 2 km² de superficie estudiada y tuvo un esplendor entre los siglos VII y IX de la era cristiana. Posee una estructura principal de Palacio y es compleja con cuartos y adornos característicos del estilo Puuc. Cerca del Palacio se encontró un cuarto de sauna o temazcal que no es característico de la región Puuc, pero se ha encontrado en Chichén Itzá. Es la ciudad Maya más cercana a la moderna Ah Kim Pech (ahora San Francisco de Campeche), antes de descubrirse Acanmul, la ciudad más cercana a la capital del Estado de Campeche era Edzná.
La zona se encuentra modificada a través de los siglos porque en esa zona la piedra de la ciudad de acanmul se utilizó en la construcción de dos haciendas cercanas a la zona, las haciendas de Yaxcab y de Nache Há.